# Aleh Mikalajevics Karavajev
Aleh Mikalajevics Karavajev, belaruszul: Алег Мікалаевіч Караваеў, oroszul: Олег Николаевич Караваев (Minszk, 1936. május 20. – Minszk, 1978. augusztus 23.) olimpiai és világbajnok szovjet válogatott fehérorosz birkózó, edző.

## Pályafutása
16 évesen kezdett birkózni a Burevsztnyik Minszk versenyzőjeként. Első szovjet bajnoki címét 1956-ban nyerte, de a szovjet olimpiai válogatottba még nem válogatták be fiatalkora miatt. A következő három nagy nemzetközi verseny, az 1958-as budapesti világbajnokságon, az 1960-as római olimpián és az 1961-es jokohamai világbajnokságon veszített mérkőzést nélkül, sorozatban háromszor nyert aranyérmet. Utoljára az 1963-as helsingborgi világbajnokságon szerepelt nemzetközi tornán, ahol váratlanul kikapott a későbbi aranyérmes Varga Jánostól, és döntetlent játszott a román Ion Cerneával, így csak a negyedik helyen végzett.
Hatszoros szovjet bajnok volt (1956–1960, 1962). Az 1964-as szovjet olimpiai csapatba már nem válogatták be és ezért visszavonult a versenyzéstől. Az 1960-as végén a Belorusz SZSZK birkózó-válogatottjának a vezetőedzőjeként, 1971 és 1978 között a Burevesztnyik Minszknél edzőként dolgozott. Már sportpályafutása alatt is voltak gondjai az alkohollal. Visszavonulása után súlyosbodott az alkoholfogyasztása. 1978-ban halt meg alkohollal összefüggő okok miatt, mindössze 42 évesen.

## Sikerei, díjai
- Olimpiai játékok – kötöttfogás, 57 kg
  - aranyérmes: 1960, Róma
- Világbajnokság – kötöttfogás, 90 kg
  - aranyérmes (2): 1958, 1961
- Szovjet bajnokság – kötöttfogás, légsúly
  - bajnok (6): 1956, 1957, 1958, 1959, 1960, 1962